# إنتويت دوم
إنتويت دوم هي صالة مغطاة قيد الإنشاء تقع في إنغليووود، كاليفورنيا تقع جنوب ملعب صوفي ومن المقرر أن يكون الملعب الرئيسي لنادي لوس أنجلوس كليبرز في إن بي أي. بدأ بناء الصالة في 17 سبتمبر 2021 ومن المقرر أفتتاح الصالة في عام 2024.